# Liste der andorranischen Außenminister
Diese Liste der andorranischen Außenminister listet alle andorranischen Außenminister seit 1993 auf.
| Antritt        | Abgang         | Außenminister            | Leben       | Partei                   | Regierung                                         |
| -------------- | -------------- | ------------------------ | ----------- | ------------------------ | ------------------------------------------------- |
| Juni 1993      | Dezember 1993  | Antoni Armengol Aleix    | 1949 – 2013 | Partit Liberal d’Andorra | Regierung Reig II                                 |
| 1994           | 1994           | Marc Vila Amigó          | * 1961      | Partit Liberal d’Andorra | Regierung Reig II                                 |
| 1994           | 1997           | Manuel Mas Ribó          | 1946 – 2001 | Partit Liberal d’Andorra | Regierung Molné                                   |
| 1997           | 12. April 2001 | Albert Pintat Santolària | * 1943      | Partit Liberal d’Andorra | Regierung Molné                                   |
| 12. April 2001 | 7. Mai 2007    | Juli Minoves Triquell    | * 1969      | Partit Liberal d’Andorra | Regierung Molné, Regierung Pintat Santolària      |
| 7. Mai 2007    | 8. Juni 2009   | Meritxell Mateu i Pi     | * 1966      | Partit Liberal d’Andorra | Regierung Pintat Santolària                       |
| 8. Juni 2009   | 16. Mai 2011   | Xavier Espot Miró        | * 1953      | Partit Socialdemòcrata   | Regierung Bartumeu Cassany                        |
| 16. Mai 2011   | 17. Juli 2017  | Gilbert Saboya Sunyé     | * 1966      | Demòcrates per Andorra   | Regierung Martí Petit I, Regierung Martí Petit II |
| 17. Juli 2017  | 17. Mai 2023   | Maria Ubach i Font       | * 1973      | Demòcrates per Andorra   | Regierung Martí Petit II, Regierung Espot Zamora  |
| 17. Mai 2023   | amtierend      | Imma Tor Faus            | * 1966      | Demòcrates per Andorra   | Regierung Espot Zamora                            |